# Vilhelm Westrup

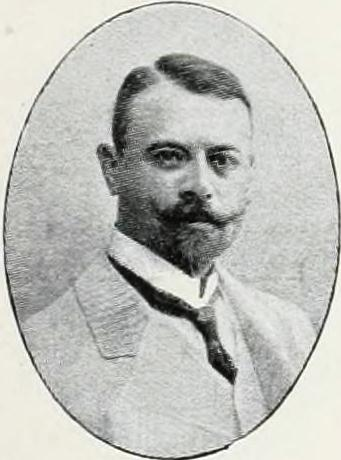
Johan Vilhelm Magnus Westrup

Johan Vilhelm Magnus Westrup (* 13. Mai 1862 in Lund; † 11. September 1939) war Geschäftsmann, Industrieller und Reichstagsabgeordneter. Er war mit Gudrun Juel-Westrup (1866–1948) verheiratet, der Schwester der norwegischen Schriftstellerin Dagny Juel sowie Adoptivvater des Diplomaten Zenon P. Westrup, dem Sohn von Dagny Juel.

## Leben
Westrup erhielt ab 1880 eine Ausbildung am Frans Schartaus Handelsinstitut in Stockholm, legt 1882 das Abitur ab und nahm ein kaufmännisches Studium in Hamburg auf. Sehr früh wurde er Partner in der Firma seines Vaters in Lund. Seine Aktivitäten konzentrierte er in erster Linie auf den Zuckerindustriesektor. 1886 gründete er eine Zuckerfabrik in Lund. Nach der Gründung einer Zuckerfabrik in Svedala übernahm er eine weitere in Karlshamn. 1907 war er einer der Mitbegründer der Svenska Sockerfabriks AB, wo er im Vorstand tätig war.
Westrup war als Direktor oder Vorstandsvorsitzender in zahlreichen Industrie-, Kommunikations- und Landwirtschaftsunternehmen aktiv. Er war der Initiator der Sydsvenska kredit AB sowie der Schlichtungskommission für Handel, Industrie und Schifffahrt in Skåne. Dazu war er Direktor der Industrie- und Handelskammer von Skåne und von 1902 bis 1904 Mitglied im Zuckersteuerausschuss.
In den Stadtrat in Lund wurde Westrup 1893 gewählt. 1906 wurde er Mitglied des Landstings. Zudem war er gewähltes Mitglied des ersten Vorstandes der 1920 gegründeten Vetenskapssocieteten i Lund (deutsch etwa: Wissenschaftsgesellschaft) in Lund und wurde im gleichen Jahr Vorsitzender der Kulturhistoriska föreningen (deutsch Kulturhistorische Vereinigung). Mitte der 1920er Jahre zog er sich von diesen Aktivitäten zurück und arbeitete stattdessen auf seinem 1903 erworbenen Gutshof Rydsgård in Skurup.
Westrup wurde 1919 Mitglied der Ersten Kammer des schwedischen Reichstages für die Konservative Partei (Allmänna Valmansförbundet). 1923 legte er die Präsidentschaft der Kulturhistoriska föreningen nieder.